# Neo Africa Rainbow Ax
『Neo Africa Rainbow Ax』（ネオ・アフリカ・レインボー・アックス）は、2007年4月11日に発売されたENDLICHERI☆ENDLICHERIの2枚目のオリジナルアルバム。（堂本剛のソロアルバムとしては、通算4枚目。）発売元はRAINBOW☆ENDLI9（母体はジャニーズ・エンタテイメント）。

## 概要
前作『Coward』から約1年ぶりに発売されたセカンド・アルバム。100公演にも及ぶライブ公演、KinKi Kidsとしてのレコーディング、アルバム『I album -iD-』の製作、テレビ・CM出演などをこなしながら、約1年の録音期間を掛けて完成した作品。
タイトルは専ら造語である。プロジェクト名である熱帯魚・ポリプテルス・エンドリケリー・エンドリケリが生息し、ブラックミュージックのサブジャンルとしても誕生したアフリンカン・ミュージックのアフリカ。自身の象徴として楽曲名や服装に使用してきたレインボー。Axは英語で斧の意味を持ち、ギターを斧に見立てている。これらの言葉を組み合わせてタイトルが完成した。冒頭部の『Neo』は、そのまま「新しく作った」という意味である。また、このタイトルは折句になっており、それぞれの単語の頭文字は堂本剛の出身地である奈良と読むことができる（Neo Africa Rainbow Ax）。
実質先行シングルである『空が泣くから』は収録されたが、前作『Coward』以降に発売された『The Rainbow Star』はアルバム未収録となった。本作には新曲として『Take U2 The Rainbow Star』が収録されているが、コンセプトが似ている点以外は、メロディも全く別の曲となっており、アルバムバージョンとしても収録されなかった。
本作でも全般に渡り自身もギターで参加。サポートミュージシャンも、前年長期間にわたって行われたライブのサポートメンバーを中心に固められている。
『空が泣くから』までは、"ENDLICHERI☆ENDLICHERI = produced by 堂本剛"の表記で、クレジット上プロデュースを本人名義で行っていたが、本作ではENDLICHERI☆ENDLICHERI名義でクレジットされている。
初回限定盤には『空が泣くから』のクリップDVDが封入、通常盤にはボーナストラックが収録されており、ブックレットは別デザインである。ジャニーズに所属するグループのアルバムや、KinKi Kids名義のアルバムとは異なり、アーティスト写真やブックレット部分を必要最低限に抑え、1人のミュージシャンとしてより脱アイドル的な造りになっている。
本作と、ドキュメンタリーDVD『胸宇宙 ENDLICHERI☆ENDLICHERI Documentary』（2007年2月発売）、ライブDVD『不完全 FUNKY WHITE DRAGON』（2007年3月発売）、計3作品に付属の応募券により、連動特典として抽選で「ならみやげ」が当たるキャンペーンを開催。本作にはその応募ハガキ及び、LIVE×ALBUMコラボ特典として、“ゴールドメダル”引き換え応募券を封入している。こちらはライブ会場で応募可能である。
オリコン週間アルバムチャートでは初登場2位。ソロ作品では堂本剛名義含め、初めて同チャート1位を逃した。

## 収録曲
※シングル曲については各項目で解説しているため、ここでは説明を省略する。
| 全作詞・作曲: ENDLICHERI☆ENDLICHERI（特記以外）。 |                                                                                         |                                   |                                   |                                   |      |
| #                                                 | タイトル                                                                                | 作詞                              | 作曲・編曲                        | 編曲                              | 時間 |
| 1.                                                | 「ENDLICHERI☆ENDLICHERI 2」(インスト曲)                                                 | ENDLICHERI☆ENDLICHERI（特記以外） | ENDLICHERI☆ENDLICHERI（特記以外） | 上田ケンジ、ENDLICHERI☆ENDLICHERI | 4:57 |
| 2.                                                | 「White DRAGON」                                                                        | ENDLICHERI☆ENDLICHERI（特記以外） | ENDLICHERI☆ENDLICHERI（特記以外） | 十川知司、ENDLICHERI☆ENDLICHERI   | 5:38 |
| 3.                                                | 「傷の上には赤いBLOOD」                                                                 | ENDLICHERI☆ENDLICHERI（特記以外） | ENDLICHERI☆ENDLICHERI（特記以外） | 上田ケンジ、ENDLICHERI☆ENDLICHERI | 4:46 |
| 4.                                                | 「Sparkling -album version-」(インスト曲)                                               | ENDLICHERI☆ENDLICHERI（特記以外） | ENDLICHERI☆ENDLICHERI（特記以外） | SC△LE                             | 6:09 |
| 5.                                                | 「FISH DANCE」                                                                          | ENDLICHERI☆ENDLICHERI（特記以外） | ENDLICHERI☆ENDLICHERI（特記以外） | 上田ケンジ、ENDLICHERI☆ENDLICHERI | 4:19 |
| 6.                                                | 「DARLIN'」                                                                             | ENDLICHERI☆ENDLICHERI（特記以外） | ENDLICHERI☆ENDLICHERI（特記以外） | 十川知司、ENDLICHERI☆ENDLICHERI   | 5:16 |
| 7.                                                | 「宇宙の雨はね 二人で」(Brass Arrangement: 下神竜哉、上田ケンジ、ENDLICHERI☆ENDLICHERI) | ENDLICHERI☆ENDLICHERI（特記以外） | ENDLICHERI☆ENDLICHERI（特記以外） | 上田ケンジ、ENDLICHERI☆ENDLICHERI | 4:30 |
| 8.                                                | 「NARA」(作曲: 十川知司、ENDLICHERI☆ENDLICHERI)                                         | ENDLICHERI☆ENDLICHERI（特記以外） | ENDLICHERI☆ENDLICHERI（特記以外） | 十川知司、ENDLICHERI☆ENDLICHERI   | 1:35 |
| 9.                                                | 「空が泣くから」(Brass Arrangement: 下神竜哉、上田ケンジ、ENDLICHERI☆ENDLICHERI)        | ENDLICHERI☆ENDLICHERI（特記以外） | ENDLICHERI☆ENDLICHERI（特記以外） | 十川知司、ENDLICHERI☆ENDLICHERI   | 6:33 |
| 10.                                               | 「脳」(English Translation: CHAKA)                                                      | ENDLICHERI☆ENDLICHERI（特記以外） | ENDLICHERI☆ENDLICHERI（特記以外） | 十川知司、ENDLICHERI☆ENDLICHERI   | 4:56 |
| 11.                                               | 「Take U 2 The Rainbow Star」(English Translation: CHAKA)                               | ENDLICHERI☆ENDLICHERI（特記以外） | ENDLICHERI☆ENDLICHERI（特記以外） | 十川知司、ENDLICHERI☆ENDLICHERI   | 5:55 |
| 12.                                               | 「Blue Berry -NARA Fun9 Style-」(通常盤にのみ収録)                                      | ENDLICHERI☆ENDLICHERI（特記以外） | ENDLICHERI☆ENDLICHERI（特記以外） | SC△LE                             | 6:08 |
| 13.                                               | 「Rainbow wing」                                                                        | ENDLICHERI☆ENDLICHERI（特記以外） | ENDLICHERI☆ENDLICHERI（特記以外） | 十川知司、ENDLICHERI☆ENDLICHERI   | 7:16 |
| 14.                                               | 「The Voice In My Heart」(インスト曲)                                                   | ENDLICHERI☆ENDLICHERI（特記以外） | ENDLICHERI☆ENDLICHERI（特記以外） | SC△LE                             | 3:11 |
| 合計時間:                                         | 合計時間:                                                                               | 合計時間:                         | 71:09                             |                                   |      |

| #  | タイトル                                       | 作詞 | 作曲・編曲 |
| -- | ---------------------------------------------- | ---- | ---------- |
| 1. | 「空が泣くから」(MUSIC CLIP)                   |      |            |
| 2. | 「空が泣くから」(MUSIC CLIP -No Edit version-) |      |            |

### 解説

#### CD
1. ENDLICHERI☆ENDLICHERI 2
前作のオープニングナンバー『ENDLICHERI☆ENDLICHERI』に続くインスト曲。独自のスラップ奏法で知られるベーシスト、ラリー・グラハムがベースとゲストボーカルで参加。
2. White DRAGON
ホーンセクションや深く歪んだギターが際立った激しいナンバー。僕らの音楽で披露された。比較的ライブで演奏されることが多い。
3. 傷の上には赤いBLOOD
4. Sparkling -album version-
3rdシングル『空が泣くから』c/wのインスト曲。ブラックミュージックの影響を色濃く受けた楽曲。本作ではアルバムバージョンとして収録され、後奏が長く取られるなどのアレンジ違いがあり、演奏時間も1分近く長くなっている。
5. FISH DANCE
6. DARLIN'
7. 宇宙の雨はね 二人で
8. NARA
コンセプトでもある奈良をタイトルにした曲。形式上はインスト曲であるが、インストゥルメンタルナンバーに剛がセリフで語りを吹き込んでいる。セリフは作者の意向により歌詞カードには掲載されていない（実際は他のページにセリフが載っている）。また、この語りがシングル曲でもある次曲『空が泣くから』へ繋がっていく流れは、シングルとして未発表時に披露したライブでも見られた演出である。堂本剛の楽曲（KinKi Kids名義の作品でのソロ曲除く）としては、初めて作詞曲に自身以外がクレジットされた楽曲。BGMとなるインスト部分の作曲は、プロジェクト開始以降アレンジャーとしてサポートする十川知司との共作となった。
9. 空が泣くから
3rdシングル。
10. 脳
11. Take U 2 The Rainbow Star
初の全編英語詞曲。2ndシングル『The Rainbow Star』をタイトルに模しているが、メロディは異なっており別の楽曲である。
12. Blue Berry -NARA Fun9 Style- ※通常盤のみ収録
ENDLICHERI☆ENDLICHERIとしての1stシングル『ソメイヨシノ』c/wの別テイク。ライブでもインストを除き1曲目で披露するなど、本人も気に入っている楽曲であるが、オリジナルバージョンも本作での形態同様通常盤にのみ収録されている。『ソメイヨシノ』の発売は前作『Coward』以前であるが、こちらにはオリジナルバージョンという形でも収録されなかった。
13. Rainbow wing
歌詞の言い回しは、2002年・2004年に行った本名名義でのソロ活動期に近いコンセプトである。
14. The Voice In My Heart
インスト曲。

#### DVD
※初回盤にのみ付属
1. 空が泣くから (MUSIC CLIP)
同曲のオリジナルPV。
2. 空が泣くから (MUSIC CLIP -No Edit version-)
オリジナルPVから一部のCGやエフェクトを除き、全編堂本剛の歌唱シーンを治めたバージョン。歌唱部分やテイクなどは同一だが、エンディング部分の所謂"オチ"が異なる。

## 参加ミュージシャン
- ENDLICHERI☆ENDLICHERI 2
  - 上田ケンジ:Programming & Bass
  - ENDLICHERI☆ENDLICHERI:Guitar & Voice
  - LARRY GRAHAM:Bass & Voice
  - 江口信夫:Drums
  - STEVE ETO:Percussion
  - 十川知司:Clavinet
  - 下神竜哉:Trumpet
  - 山岡広司:Programming
  - 斉藤和弘:Instrumental Technician
- White DRAGON
  - 十川知司:Synthesizer Operation & Hammond Organ
  - ENDLICHERI☆ENDLICHERI:Vocal, Guitar & Chorus
  - 竹内朋康:Guitar
  - 上田ケンジ:Bass
  - 種子田健:Bass
  - 沢田周一:Drums
  - STEVE TO:Percussion
  - 下神竜哉:Trumpet
  - 小坂 SASUKE 武巳:Trombone
  - 竹野昌邦:Saxophone
  - 浦嶋りんこ:Chorus
  - CHAKA:Chorus
  - Yû-ka:Chorus
  - TAMA:Chorus
  - 斉藤和弘:Instrumental Technician
- 傷の上には赤いBLOOD
  - 上田ケンジ:Programming & Bass
  - ENDLICHERI☆ENDLICHERI:Vocal
  - 竹内朋康:Guitar
  - 江口信夫:Drums
  - STEVE ETO:Percussion
  - 十川知司:Clavinet, Pianoforte & Synthesizer Operator
  - 下神竜哉:Trumpet
  - 小坂 SASUKE 武巳:Trombone
  - 竹野昌邦:Saxophone
  - 岡村未央:Violin
- Sparkling -album version-
  - 十川知司:Programming, Hammond Organ & Clavinet
  - ENDLICHERI☆ENDLICHERI:Guitar
  - 名越由貴夫:Guitar
  - 竹内朋康:Guitar
  - 上田ケンジ:Bass
  - ひぐちしょうこ:Drums
  - STEVE ETO:Percussion & Voice Percussion
  - 下神竜哉:Trumpet
  - 小坂 SASUKE 武巳:Trombone
  - 竹野昌邦:Saxophone
  - 浦嶋りんこ:Chorus
  - CHAKA:Chorus
  - Yû-ka:Chorus
  - TAMA:Chorus
  - 小関純匡:Instrumental Technician
  - 斉藤和弘:Instrumental Technician
- FISH DANCE
  - 上田ケンジ:Programming & Bass
  - ENDLICHERI☆ENDLICHERI:Vocal
  - 西川進:Guitar
  - 名越由貴夫:Guitar
  - ひぐちしょうこ:Drums
  - STEVE ETO:Percussion
  - 十川知司:Electric Piano
  - 下神竜哉:Trumpet
  - 小坂 SASUKE 武巳:Trombone
  - 竹野昌邦:Saxophone
  - Yû-ka:Chorus
  - 向井諒:Instrumental Technician
- DARLIN'
  - 十川知司:Programming, Hammond Organ & Electric Piano
  - ENDLICHERI☆ENDLICHERI:Vocal, Guitar
  - 名越由貴夫:Guitar
  - 竹内朋康:Guitar
  - 上田ケンジ:Bass
  - ひぐちしょうこ:Drums
  - STEVE ETO:Percussion
  - 下神竜哉:Trumpet
  - 小坂 SASUKE 武巳:Trombone
  - 竹野昌邦:Straight Alto Saxophone
  - 浦嶋りんこ:Chorus
  - CHAKA:Chorus
  - 小関純匡:Instrumental Technician
  - 中島和春:Instrumental Technician
- 宇宙の雨はね 二人で
  - 上田ケンジ:Programming & Bass
  - ENDLICHERI☆ENDLICHERI:Vocal
  - 西川進:Guitar
  - 名越由貴夫:Guitar
  - ひぐちしょうこ:Drums
  - 十川知司:Electric Piano
  - 下神竜哉:Trumpet
  - 小坂 SASUKE 武巳:Trombone
  - 竹野昌邦:Saxophone
  - 浦嶋りんこ:Chorus
  - CHAKA:Chorus
  - Yû-ka:Chorus
  - TAMA:Chorus
  - 向井諒:Instrumental Technician
- NARA
  - 十川知司:Programming
  - ENDLICHERI☆ENDLICHERI:Collage
- 空が泣くから
  - 十川知司:Programming, Keyboards & Bulbul Tarang
  - ENDLICHERI☆ENDLICHERI:Vocal
  - 西川進:Guitar
  - 竹内朋康:Guitar
  - 上田ケンジ:Bass
  - ひぐちしょうこ:Drums
  - STEVE ETO:Percussion
  - 下神竜哉:Trumpet
  - 小坂 SASUKE 武巳:Trombone
  - 竹野昌邦:Saxophone
  - 堂山敦史:Horn
  - 後藤勇一郎ストリングス:Strings
  - CHAKA:Chorus
  - Yû-ka:Chorus
  - TAMA:Chorus
  - 小関純匡:Instrumental Technician
- 脳
  - 十川知司:Hammond Organ & Clavinet
  - ENDLICHERI☆ENDLICHERI:Vocal, Guitar
  - 竹内朋康:Guitar
  - 上田ケンジ:Bass
  - ひぐちしょうこ:Drums
  - STEVE ETO:Percussion
  - 下神竜哉:Trumpet
  - 小坂 SASUKE 武巳:Trombone
  - 竹野昌邦:Saxophone
  - 浦嶋りんこ:Chorus
  - CHAKA:Chorus
  - Yû-ka:Chorus
  - TAMA:Chorus
  - 小関純匡:Instrumental Technician
  - 中島和春:Instrumental Technician
- Take U2 Tha Rainbow Star
  - 十川知司:Hammond Organ, Clavinet & Bulbul Tarang
  - ENDLICHERI☆ENDLICHERI:Vocal, Guitar
  - 竹内朋康:Guitar
  - 上田ケンジ:Bass
  - 沢田周一:Drums
  - STEVE ETO:Percussion, Chorus & Voice Percussion
  - 下神竜哉:Trumpet
  - 小坂 SASUKE 武巳:Trombone
  - 竹野昌邦:Saxophone
  - 浦嶋りんこ:Chorus
  - CHAKA:Chorus
  - Yû-ka:Chorus
  - TAMA:Chorus
  - SC△LE:Clap
  - 斉藤和弘:Instrumental Technician
  - 中島和春:Instrumental Technician
- Rainbow wing
  - 十川知司:Hammond Organ, Clavinet & Pianoforte
  - ENDLICHERI☆ENDLICHERI:Vocal
  - 名越由貴夫:Guitar
  - 竹内朋康:Guitar
  - 上田ケンジ:Bass
  - ひぐちしょうこ:Drums
  - STEVE ETO:Percussion
  - 下神竜哉:Trumpet
  - 小坂 SASUKE 武巳:Trombone
  - 竹野昌邦:Saxophone
  - 浦嶋りんこ:Chorus
  - CHAKA:Chorus
  - Yû-ka:Chorus
  - TAMA:Chorus
  - 小関純匡:Instrumental Technician
- The Voice In My Heart
  - 十川知司:Hammond Organ & Clavinet
  - ENDLICHERI☆ENDLICHERI:Vocal, Guitar
  - 竹内朋康:Guitar
  - 上田ケンジ:Bass
  - ひぐちしょうこ:Drums
  - STEVE ETO:Percussion & Voice
  - 小関純匡:Instrumental Technician
  - 斉藤和弘:Instrumental Technician